# Zamek Creuzburg
Zamek Creuzburg – średniowieczny zamek w miejscowości Creuzburg w powiecie Wartburg, w kraju związkowym Turyngia, Niemcy. Położony nad rzeką Werra.

## Historia
Został zbudowany pomiędzy 1165 a 1170 rokiem. Okres świetności zamku przypada na okres panowania dynastii Ludowingów a w szczególności na czas pobytu tutaj św. Elżbiety. Nad portalem kartusze z herbem Saksonii i inicjałami WH Wilhelma Henryk (księcia Saksonii-Eisenach (1691–1741), syna Jana Wilhelma (1666 -1729),

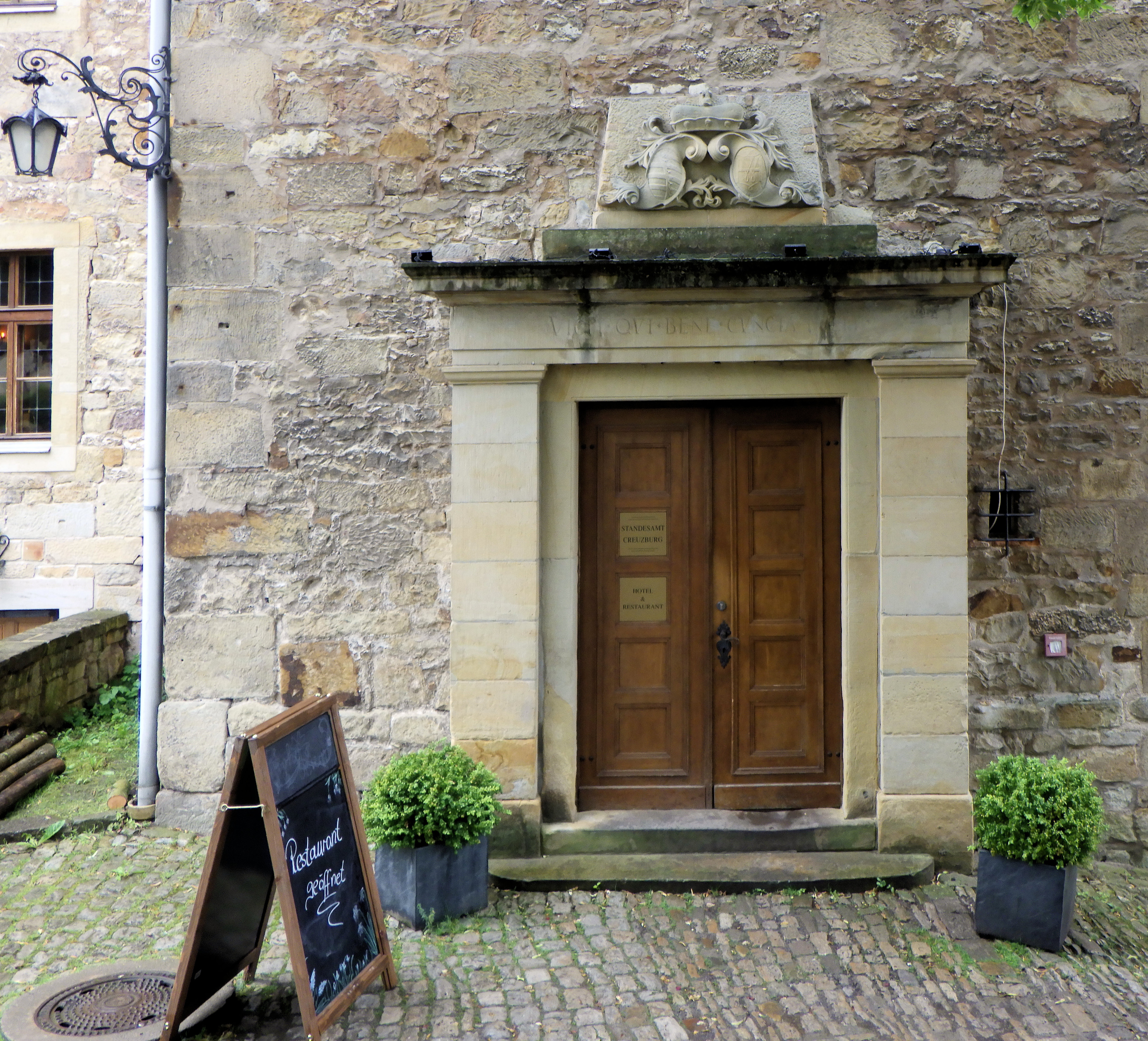
Portal z herbem Saksonii i inicjałami  WH
Herb Saksonii